# Weissglut
Weissglut (stylisé WEISSGLUT) est un groupe allemand de Neue Deutsche Härte, originaire de Bingen am Rhein, en Rhénanie-Palatinat, actif entre 1996 et 2002.

## Histoire
Weissglut sort son premier album en 1998 sous le titre Weissglut. Quelques mois plus tard, elle est signée par Sony. L'album y parait à nouveau, cette fois sous le titre Etwas kommt in deine Welt. La nouvelle version ne diffère que très peu de la première, car seule une nouvelle chanson est ajoutée et une nouvelle pochette est conçue. En janvier 1999, le groupe se sépare de Josef Maria Klumb, accusé de nourrir des idées d'extrême droite. La conception des textes, qui était auparavant uniquement entre les mains de Klumb, est alors prise en charge par le nouveau chanteur Tom von Köngelen, qui pouvait toutefois se servir de fragments de textes.
En 2000 suit le troisième album, après lequel le groupe se sépare. Klumb s'assure toutefois les droits sur le nom « Weissglut » après que le groupe ait continué sous le nouveau nom Silber. Klumb réussit à relancer le groupe avec une nouvelle formation, mais le projet reste de courte durée. Weissglut joue un seul concert le 12 décembre 2002 à Munich après quoi Klumb dissout le groupe pour des raisons personnelles.

## Autres
- La publication Im Staub der Rebellion est un enregistrement démo remasterisé qui avait été publié par le producteur sans l'accord du groupe[2].
- Aus der Dunkelheit ins Licht est une compilation d'anciens titres de Weissglut, principalement issus de démos.